# Île Slovanský

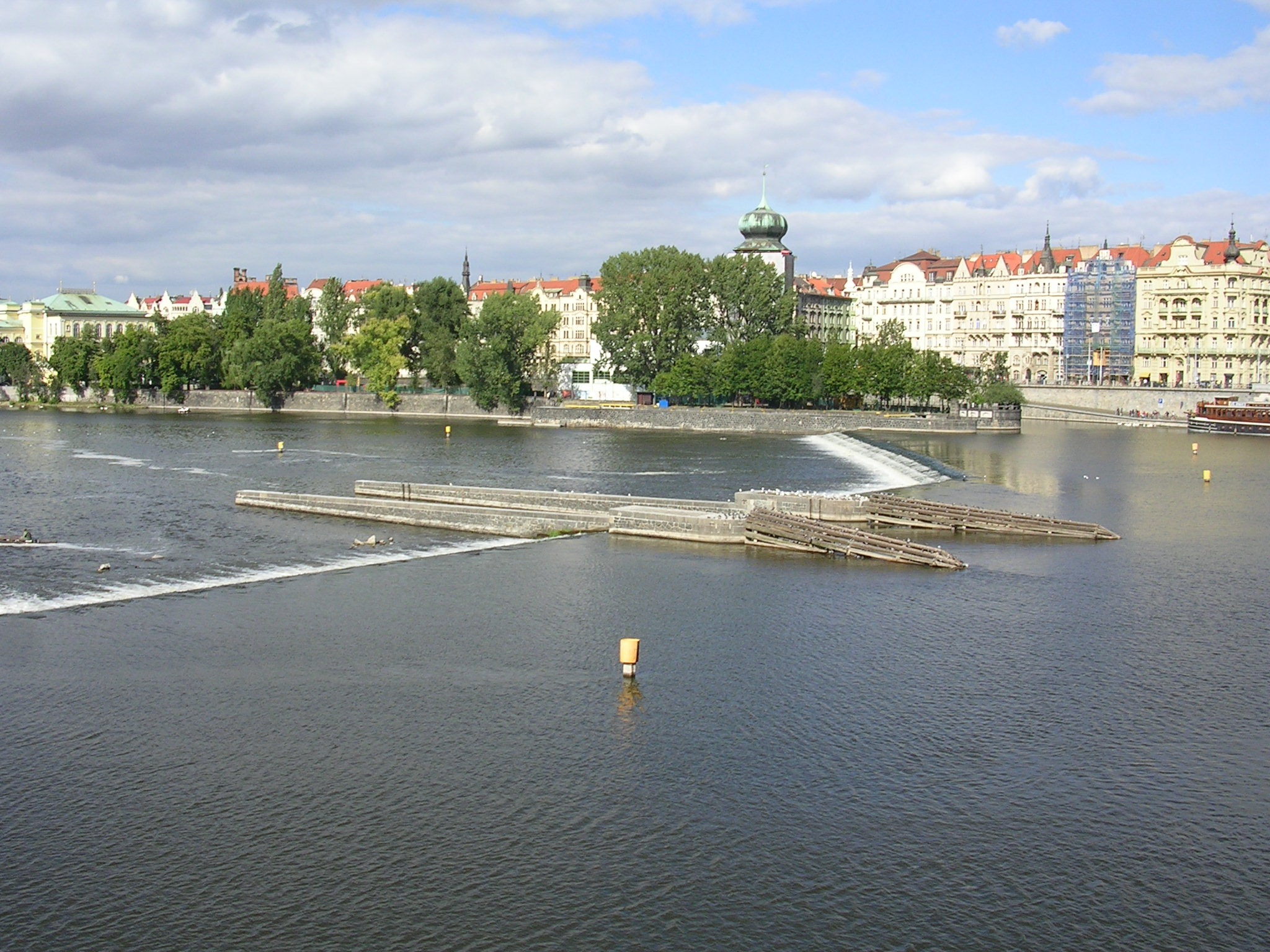
Vue du pont de Jirásek sur Šítkovský jez.

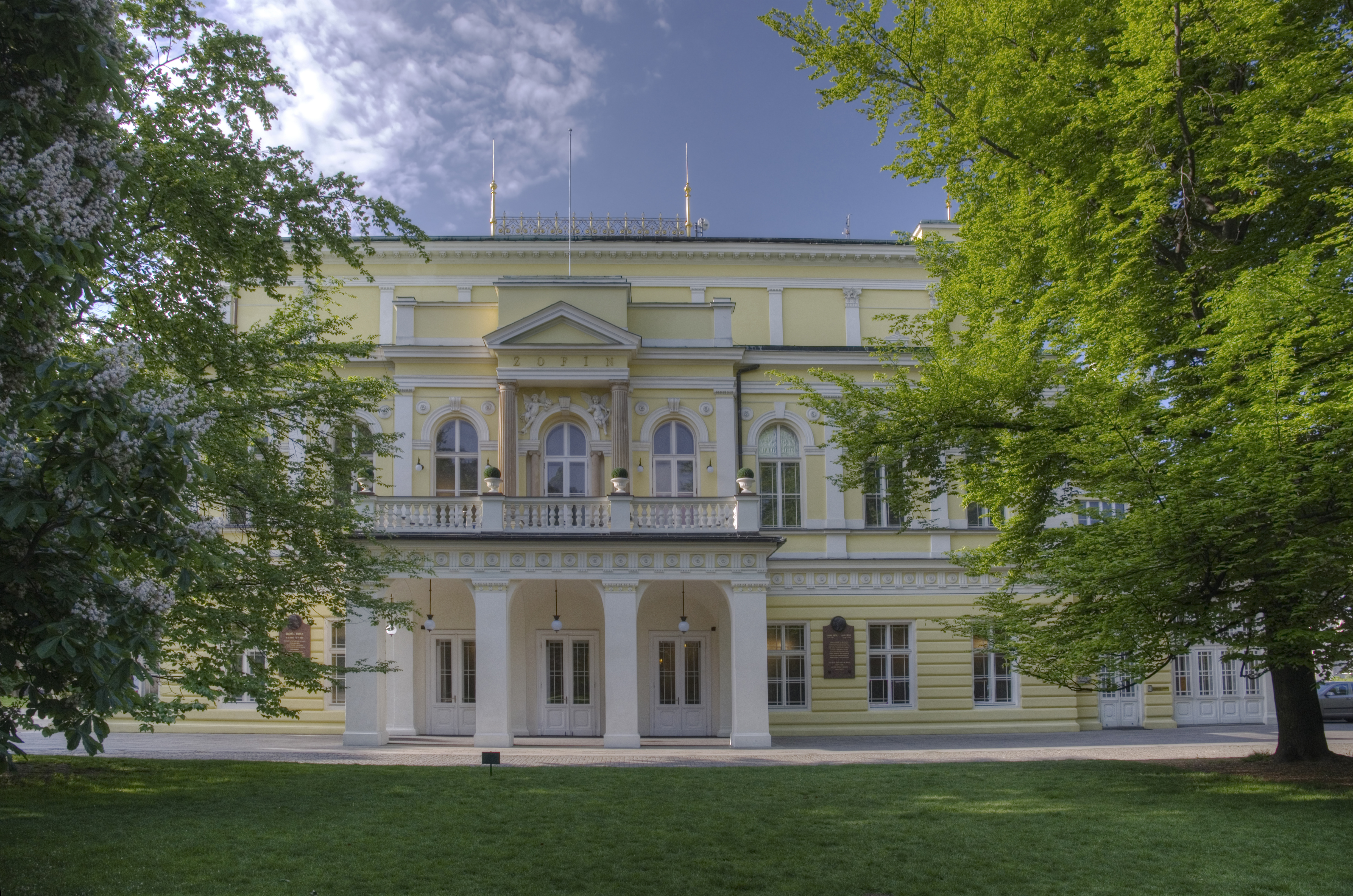
Palais Žofín

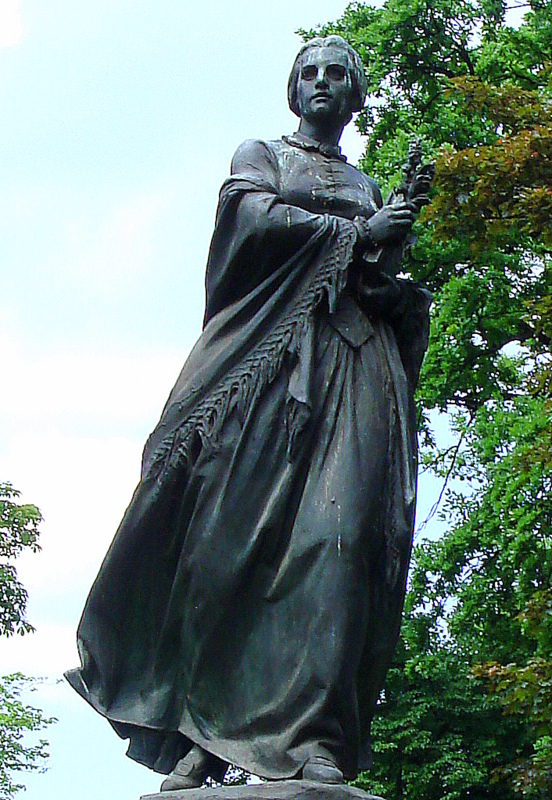
Monument à Božena Němcová

L'île Slovanský ou Žofín (en allemand Sofieninsel, en français île des Slaves ou île Sophie) est une île fluviale sur la Vltava à Prague. Elle est située sur la rive droite de la Nouvelle Ville, à côté du quai Masaryk, entre le théâtre national et la place Jirásek. Elle abrite le palais Žofín, le château d'eau de Šítkov, l'Association des artistes plasticiens Mánes, un parc et une aire de jeux. Šítkovský jez est relié à l'île par une écluse avec un petit phare. 

## Histoire
L'île sur le Prospectus Sadeler de Prague datant de 1606 n'est pas encore mentionnée. Elle a été créée par des dépôts de sable graduels au cours du XVIIe siècle. Le panorama de Prague de Wenceslas Hollar montre déjà du sable recouvert de buissons. La croissance de l'île a probablement accéléré la création des usines de la nouvelle ville sous Zderaz. Les teinturiers se sont installés ici, après quoi l'île s'est appelée Dyeers ; depuis 1760, l'un d'entre eux, Josef Ignaz Saenger, était un colorant pour cuir. Après une inondation en 1784, l'île fut renforcée par un mur et des arbres y furent plantés pour empêcher de nouvelles inondations. Il mesurait 150 x 100 mètres. Depuis 1813, un spa  été créé ici.

## Palais et renaissance nationale tchèque
En 1836 - 1837, le nouveau propriétaire Václav Antonín Novotný transforma l'ancienne auberge en un restaurant avec jardin. Depuis 1838, l'île porte le nom de l'archiduchesse autrichienne Sophie, mère de l'empereur François-Joseph. En 1841, y est passée la première locomotive avec un seul wagon pour deux passagers  Le 2 juin 1848, elle a accueilli le Congrès Slave, ce qui lui a donné son nom (une plaque le commémore). En 1884, l'île fut achetée par la municipalité de Prague et reconstruite (le palais Žofín notamment) par Jindřich Fialka. Jusqu'à la construction de la Maison municipale, l'île était le centre le plus important de la vie sociale et politique tchèque. 

## Depuis 1918

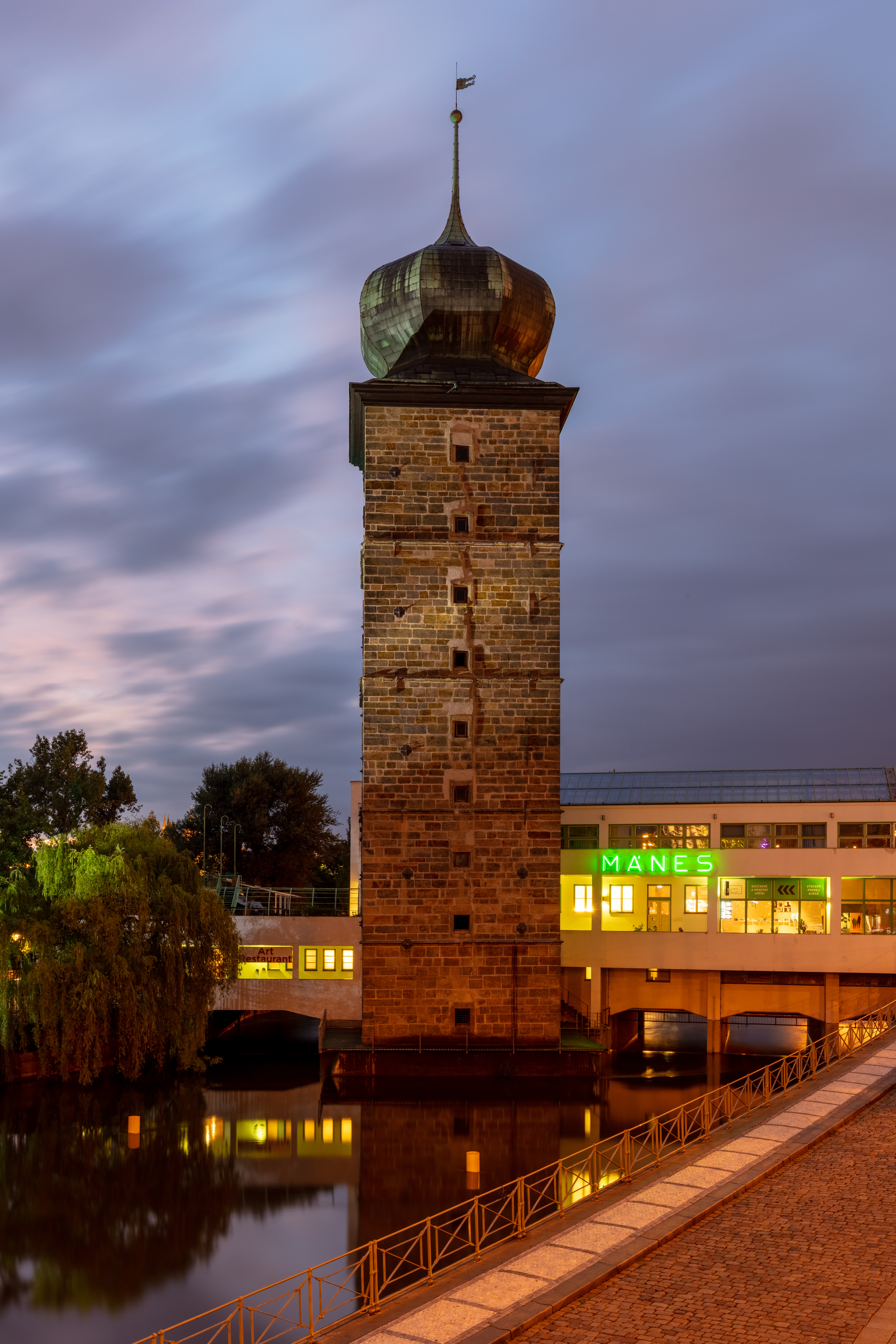
Le chateau d'eau de Šítkov. Juillet 2022.

En 1918, le quartier général du commandement militaire du comité national était situé ici. En 1930, à l'extrémité sud de l'île, à proximité du château d'eau de Šítkov, un bâtiment fédéral de la SVU Mánes fut construit avec une célèbre salle d'exposition et un café d'art. Les dernières modifications du parc sont l'œuvre de l'architecte Josef Šrámek. En 1948, l'île fut reliée au quai par un nouveau pont près du théâtre national de Prague. Sur l'île on trouve aussi un monument à l'écrivaine tchèque Božena Němcová .

## Présent
L'île, y compris les bâtiments, a été touchée par les inondations de 2002 et les bâtiments ont rouvert en septembre 2003, puis la rampe du pont a été modifiée. Une autre inondation a inondé le pont de 2013. Le palais Žofín appartient à un propriétaire privé. Divers événements sociaux (bals, concerts, partis politiques, mais aussi des mariages) y sont organisés. 

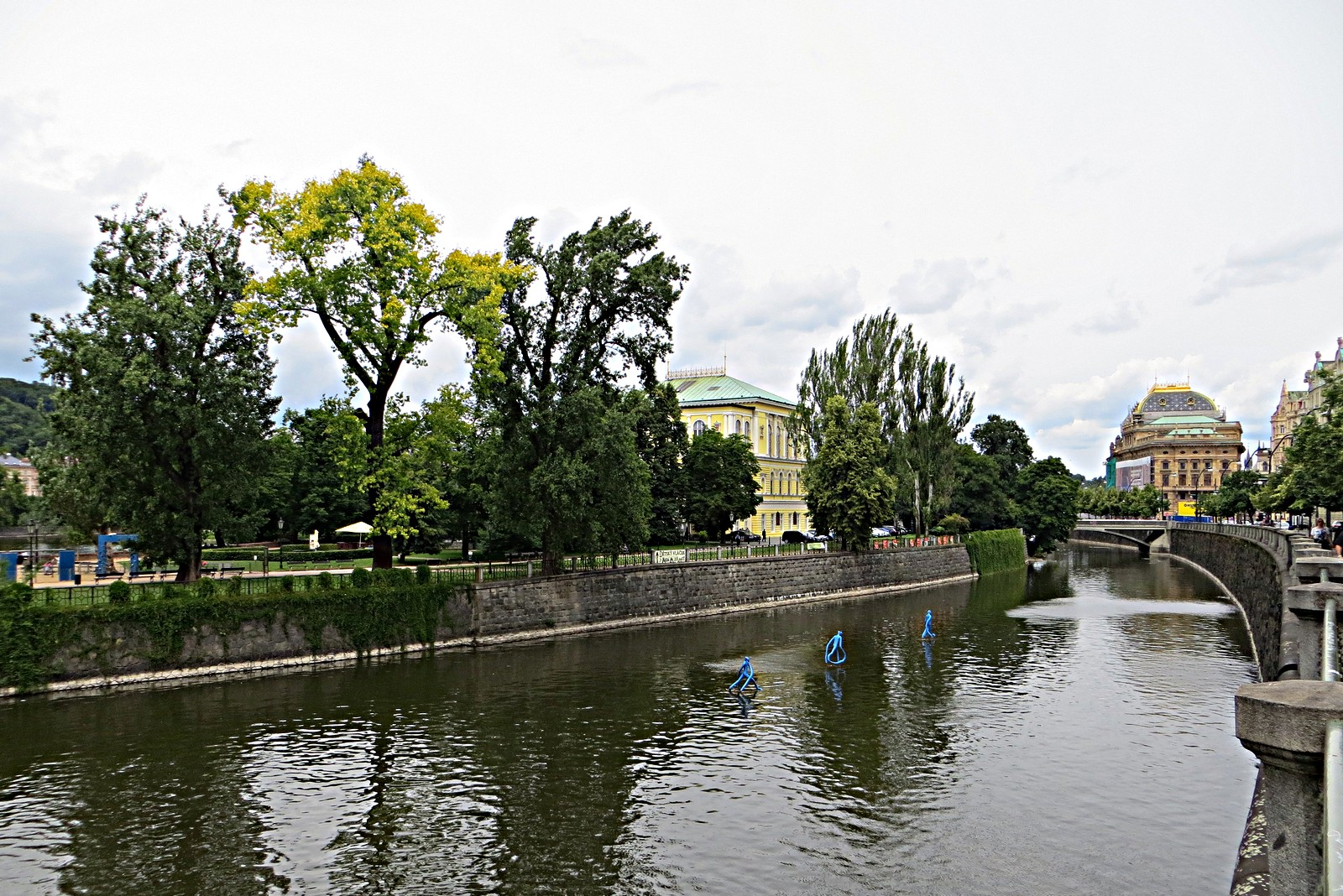
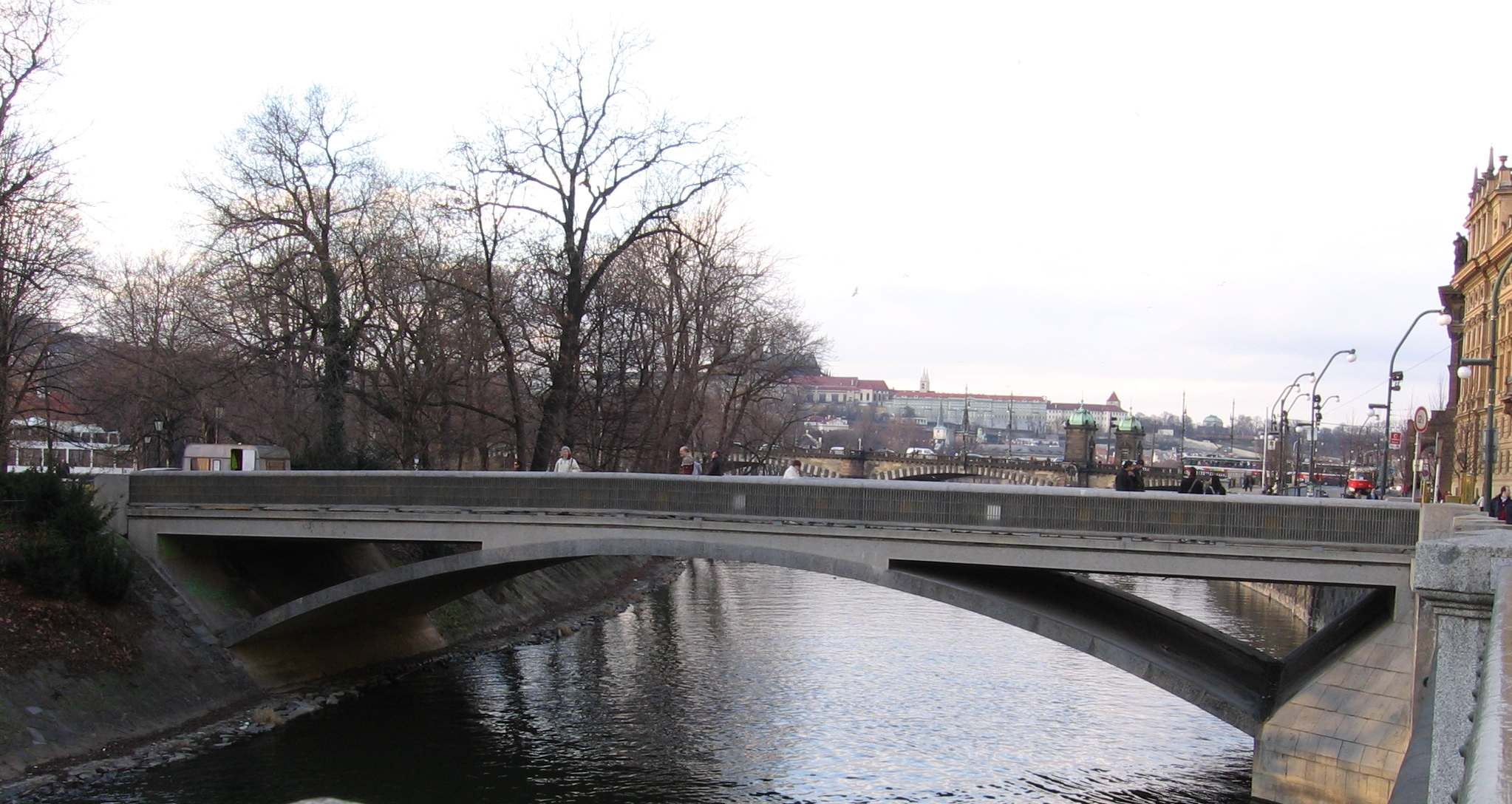
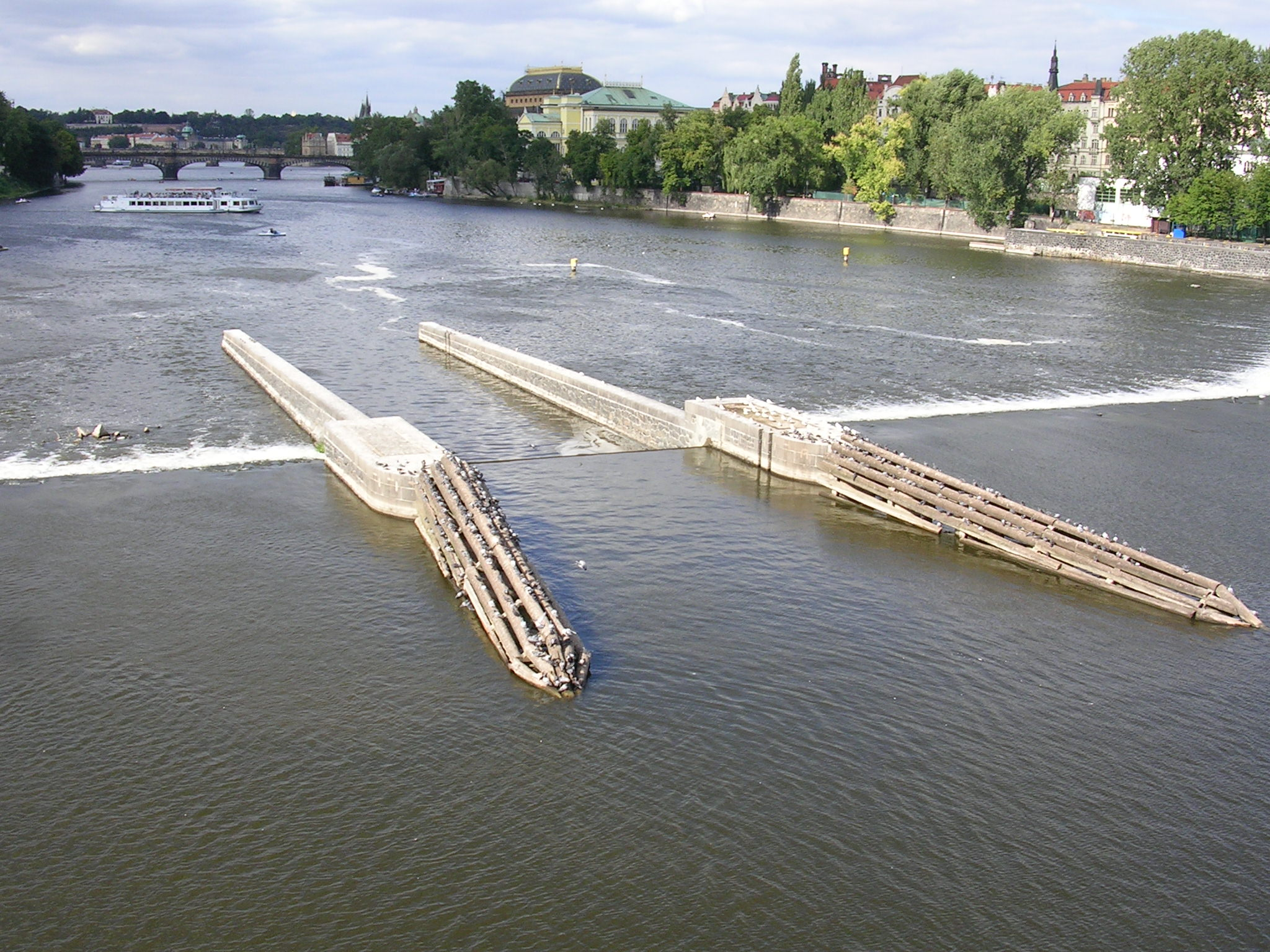
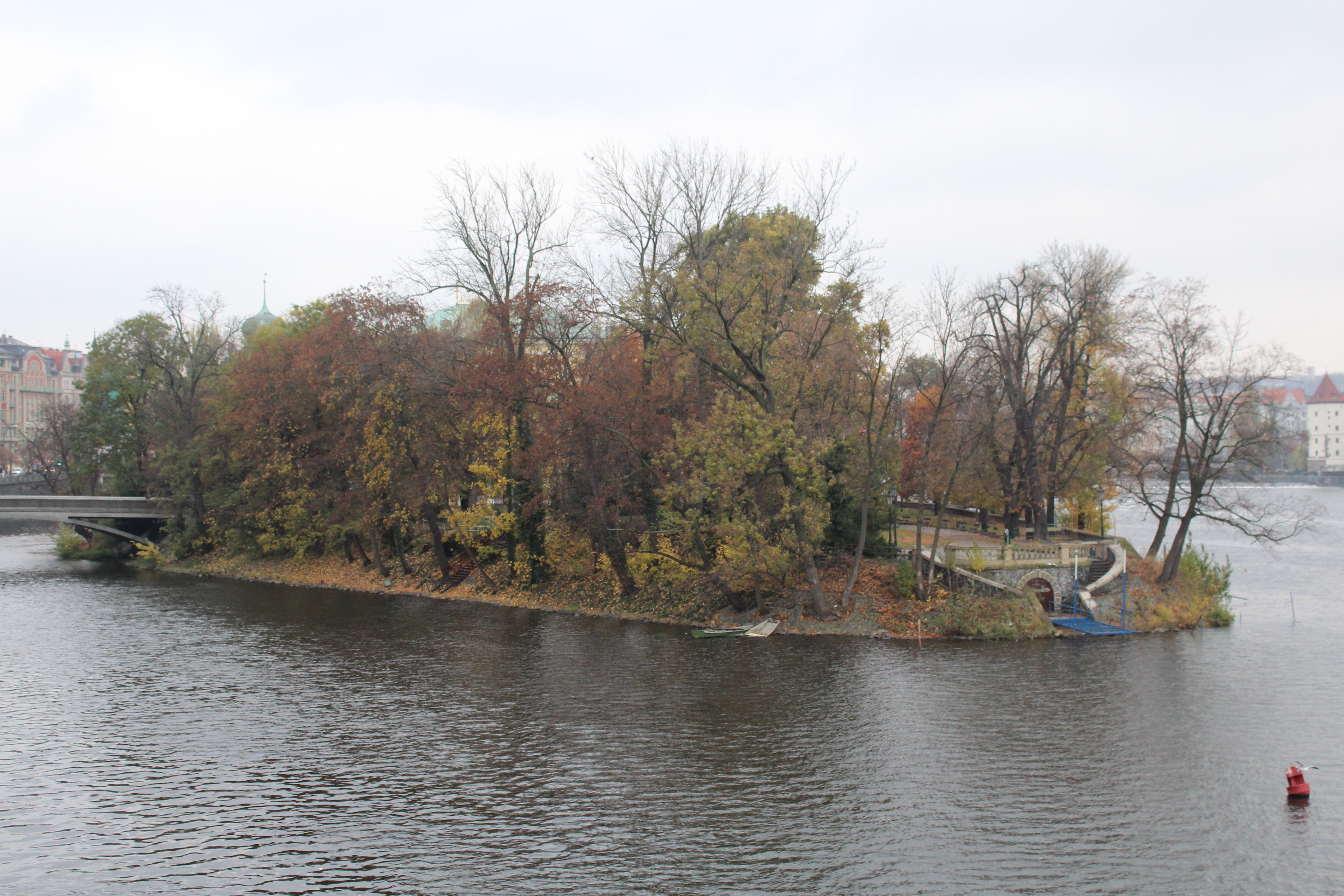

## Inspiration dans l'art
- Sur l’île de Slovanský, l’histoire de Jaromír John Rajský ostrov se déroule à l’époque du théâtre national.

## Autres noms
- Île Barvirsky
- Île Sitkovsky
- Île Engel
- Île Žofín

## Littérature
- Marek Lašťovka, Václav Ledvinka et autres: Prague Uličník  : Encyclopédie des noms d'espaces publics de Prague, volume II.  O-Ž.  Libri : Praha 1998, pp. 190-191.
- Jaroslav Láník: Histoire et présent des affaires à Prague, cinquième partie.  Livres de ville, Žehušice 2006.